# 鈴木町駅

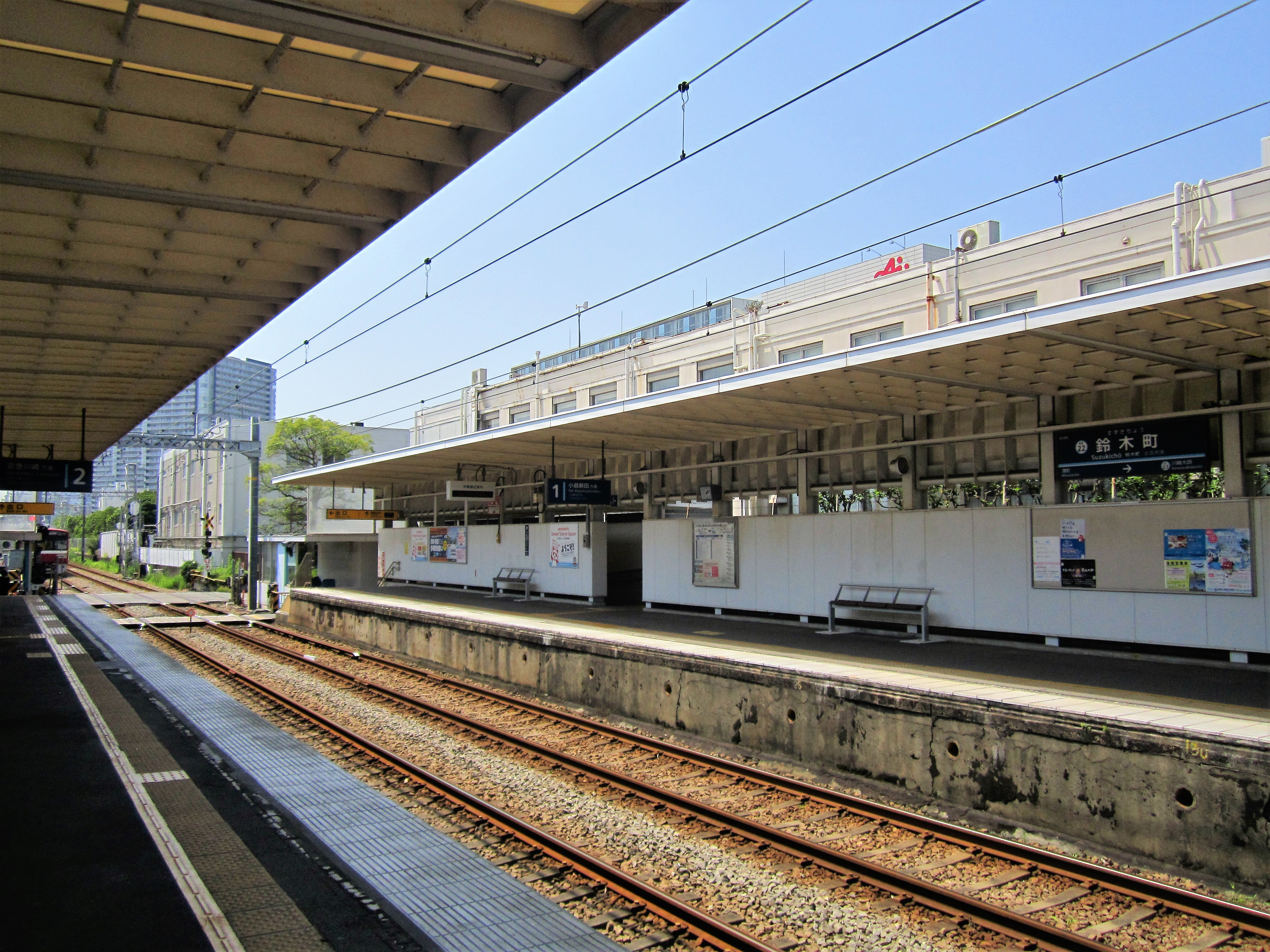
ホーム（2019年8月）

鈴木町駅（すずきちょうえき）は、神奈川県川崎市川崎区鈴木町にある、京浜急行電鉄大師線の駅である。駅番号はKK22。

## 歴史

### 年表
- 1929年（昭和4年）12月10日 - 味の素前駅として開業。
- 1944年（昭和19年）10月20日 - 鈴木町駅に改称。
- 2010年（平成22年）4月 - 老朽化した駅舎を改修。

### 駅名の由来
味の素の前身である鈴木商店の創設者、鈴木三郎助に因む。戦時体制下において贅沢品的な名称を自粛せざるをえなくなり、キリン駅（改称前：キリンビール前駅）と同日をもって改称された。

## 駅構造

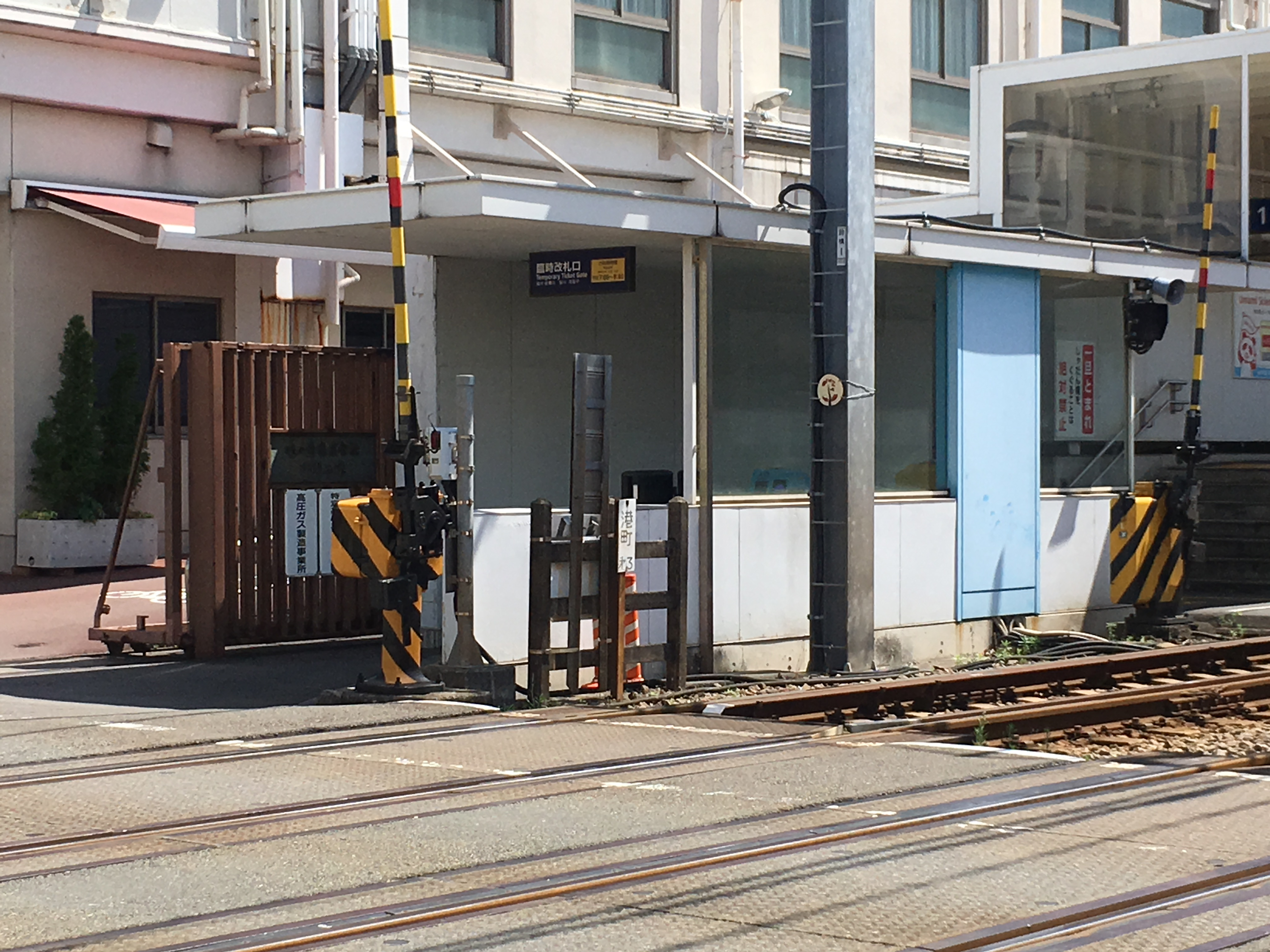
臨時出口

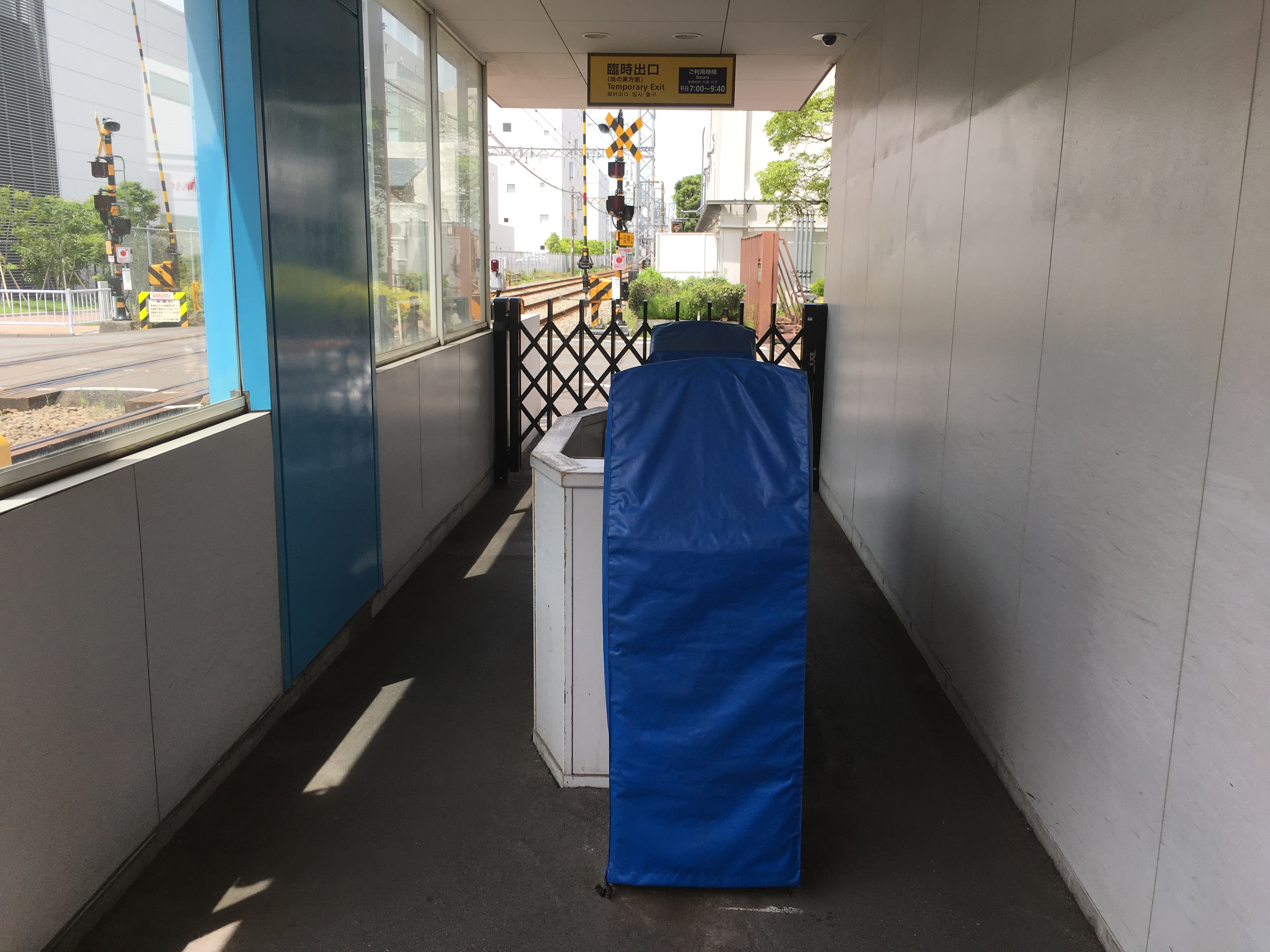
臨時改札口

相対式ホーム2面2線を有する地上駅。京急川崎方に構内踏切がある。1番線側の改札口は平日朝のみ利用可能な臨時出口（味の素川崎事業所専用改札）である。
2010年3月31日より終日駅員配置駅になった。多機能トイレ、スロープ設置済。

### のりば
| 番線 | 路線   | 方向 | 行先                   |
| ---- | ------ | ---- | ---------------------- |
| 1    | 大師線 | 下り | 川崎大師・小島新田方面 |
| 2    | 大師線 | 上り | 京急川崎方面           |

## 利用状況
2024年（令和6年）度の1日平均乗降人員は10,906人で、京急線全72駅中55位。
近年の1日平均乗降・乗車人員推移は下記の通り。
| 年度               | 1日平均 乗降人員 | 1日平均 乗車人員 |
| ------------------ | ---------------- | ---------------- |
| 1995年（平成07年） |                  | 3,289            |
| 1996年（平成08年） |                  | 3,129            |
| 1997年（平成09年） |                  | 3,077            |
| 1998年（平成10年） |                  | 3,544            |
| 1999年（平成11年） |                  | 3,730            |
| 2000年（平成12年） |                  | 3,841            |
| 2001年（平成13年） |                  | 4,000            |
| 2002年（平成14年） | 7,928            | 4,022            |
| 2003年（平成15年） | 8,079            | 4,056            |
| 2004年（平成16年） | 7,827            | 3,952            |
| 2005年（平成17年） | 7,915            | 3,943            |
| 2006年（平成18年） | 7,911            | 3,981            |
| 2007年（平成19年） | 7,785            | 3,905            |
| 2008年（平成20年） | 8,058            | 3,998            |
| 2009年（平成21年） | 7,857            | 3,916            |
| 2010年（平成22年） | 8,114            | 3,993            |
| 2011年（平成23年） | 8,169            | 4,049            |
| 2012年（平成24年） | 8,095            | 4,032            |
| 2013年（平成25年） | 8,343            | 4,064            |
| 2014年（平成26年） | 8,597            | 4,235            |
| 2015年（平成27年） | 9,385            |                  |
| 2016年（平成28年） | 9,722            |                  |
| 2017年（平成29年） | 10,081           |                  |
| 2018年（平成30年） | 10,389           |                  |
| 2019年（令和元年） | 11,229           |                  |
| 2020年（令和02年） | 8,667            |                  |
| 2021年（令和03年） | 9,289            |                  |
| 2022年（令和04年） | 9,973            |                  |
| 2023年（令和05年） | 10,616           |                  |
| 2024年（令和06年） | 10,906           |                  |

## 移転・地下化計画について
京急大師線の連続立体交差事業が1993年（平成5年）に都市計画決定され、1994年（平成6年）に事業認可されて、当駅を含む区間は南側に移設する形で地下化する予定として、事業が行われてきた。しかし、当駅を含む2期区間については、すぐに事業化できる状況ではないとして事業期間の延長申請を見送り、2016年3月29日付で事業は休止となった。その後、2017年10月27日に行われた平成29年度第1回川崎市公共事業評価審査委員会にて審議した結果、中止することが決まった。

## 駅周辺
鈴木町駅は味の素川崎事業所の出入口前かつ敷地内に位置する。鈴木町の名は味の素の創業者・鈴木三郎助に由来している。2000年以降、工場跡地を利用した複合商業施設の建設が相次いだ。2011年4月現在、当駅周辺は多摩川リバーサイド地区の都市整備事業は現在も進行中である。港町駅よりやや東側から川崎大師駅にかけた国道北側の一帯は国道409号の拡幅工事が行われている。
当駅周辺に首都高速神奈川6号川崎線を延伸し、富士見出入口（仮称）を設ける計画があるが、着工時期は未定である。
- 味の素川崎事業所
- ヤマダデンキテックランド川崎店
- BOOKOFF SUPER BAZAAR409号川崎港町
- 川崎河港水門
- 川崎旭町郵便局

### バス
最寄停留所は、国道409号線上にある味の素前となる。以下の路線が乗り入れ、川崎鶴見臨港バスにより運行されている。
- 川01系統：川崎駅行、殿町行 ※平日2本のみ[8][9]
- 快速：川崎駅行、浮島橋行

## 隣の駅
京浜急行電鉄
 大師線
港町駅 (KK21) - 鈴木町駅 (KK22) - 川崎大師駅 (KK23)